# Hausbau

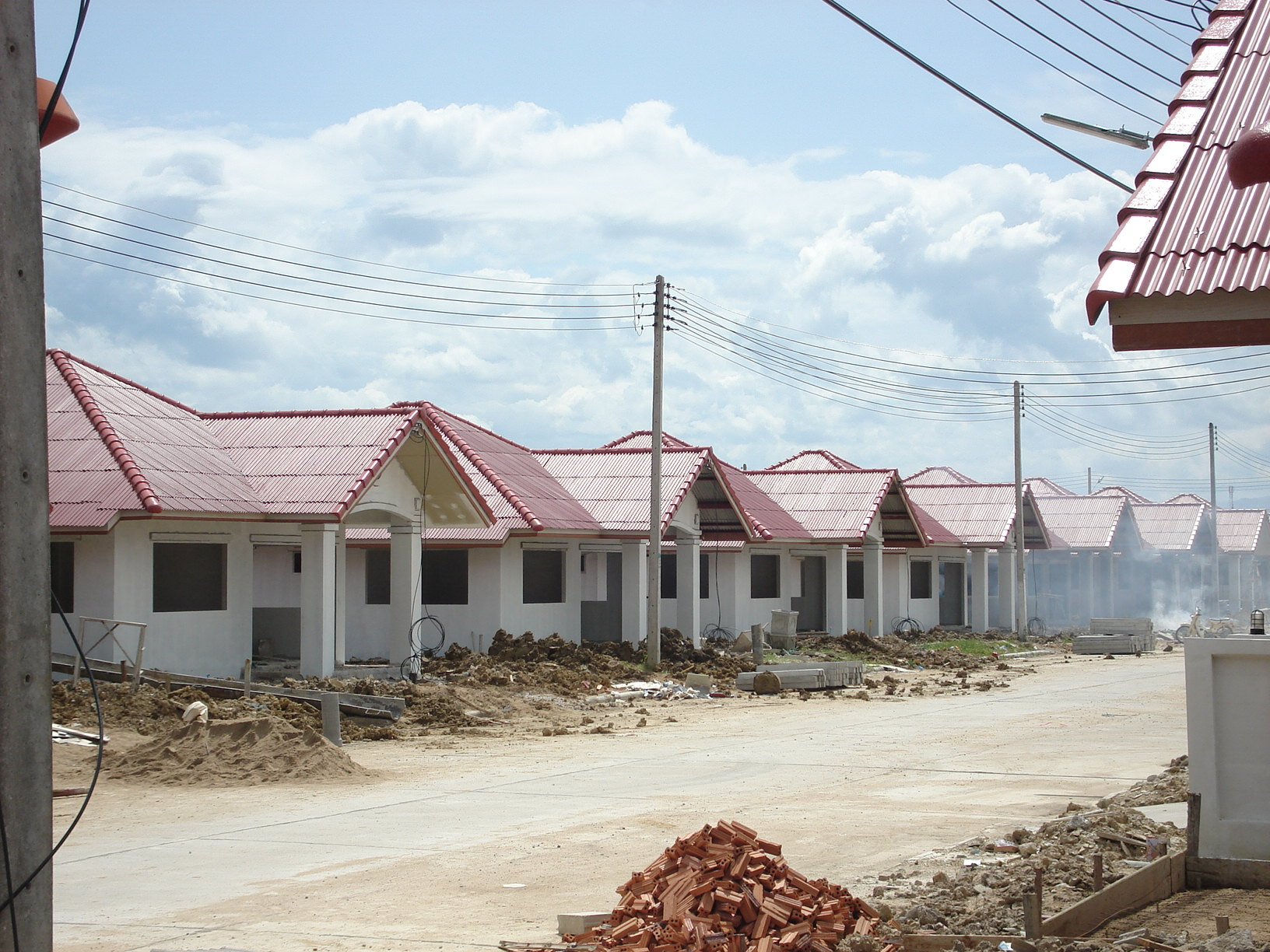
Hausbau in Thailand

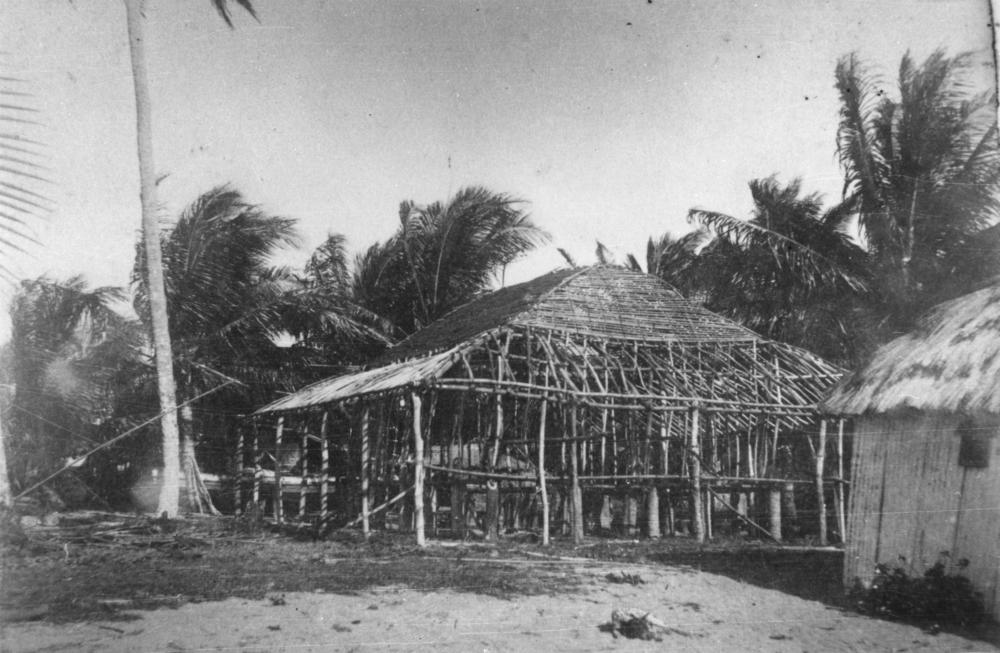
Hausbau auf der Darnley Island, Torres Strait (1899)

Hausbau in den Niederlanden

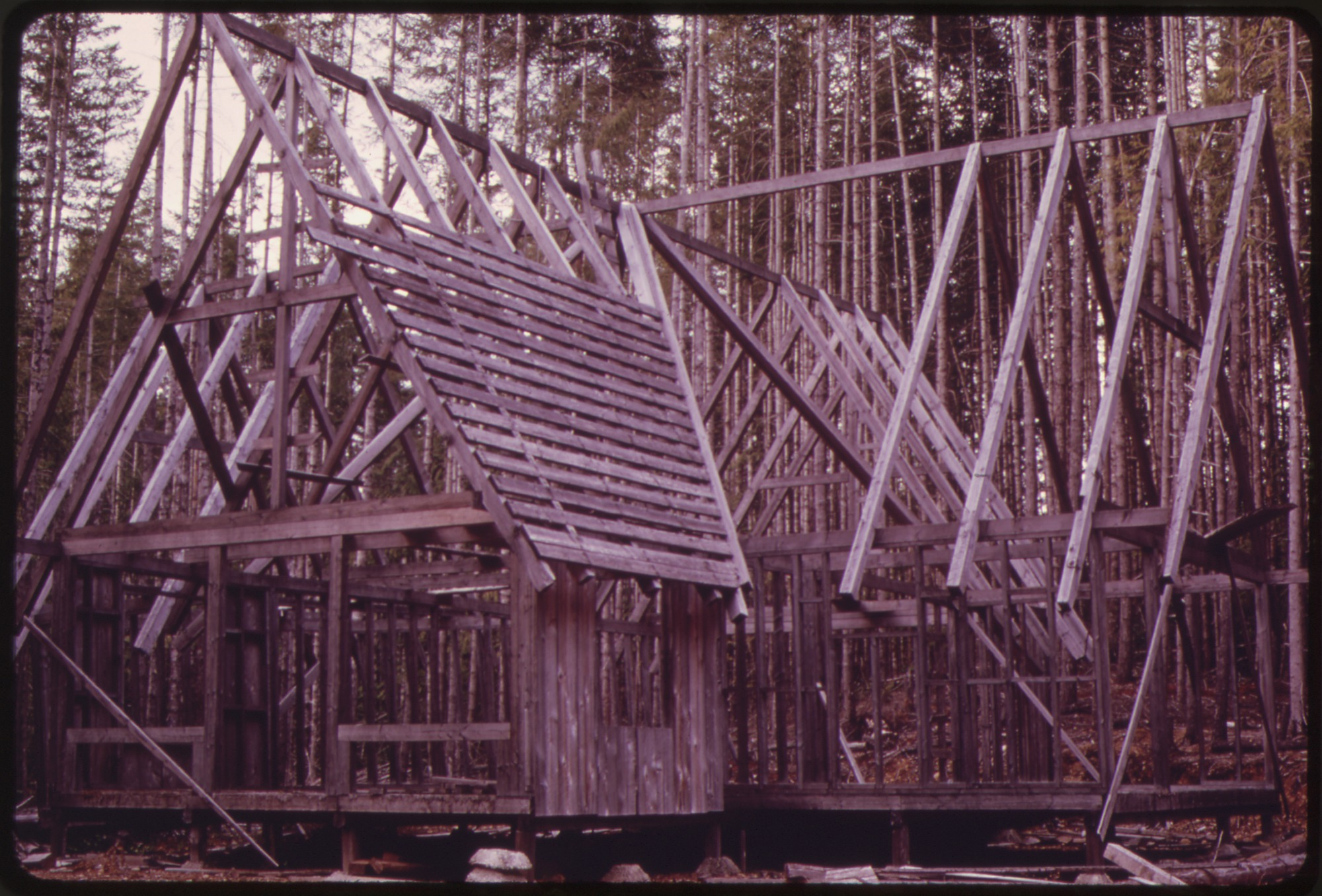
Hausbau in den USA, Matlock (Washington).

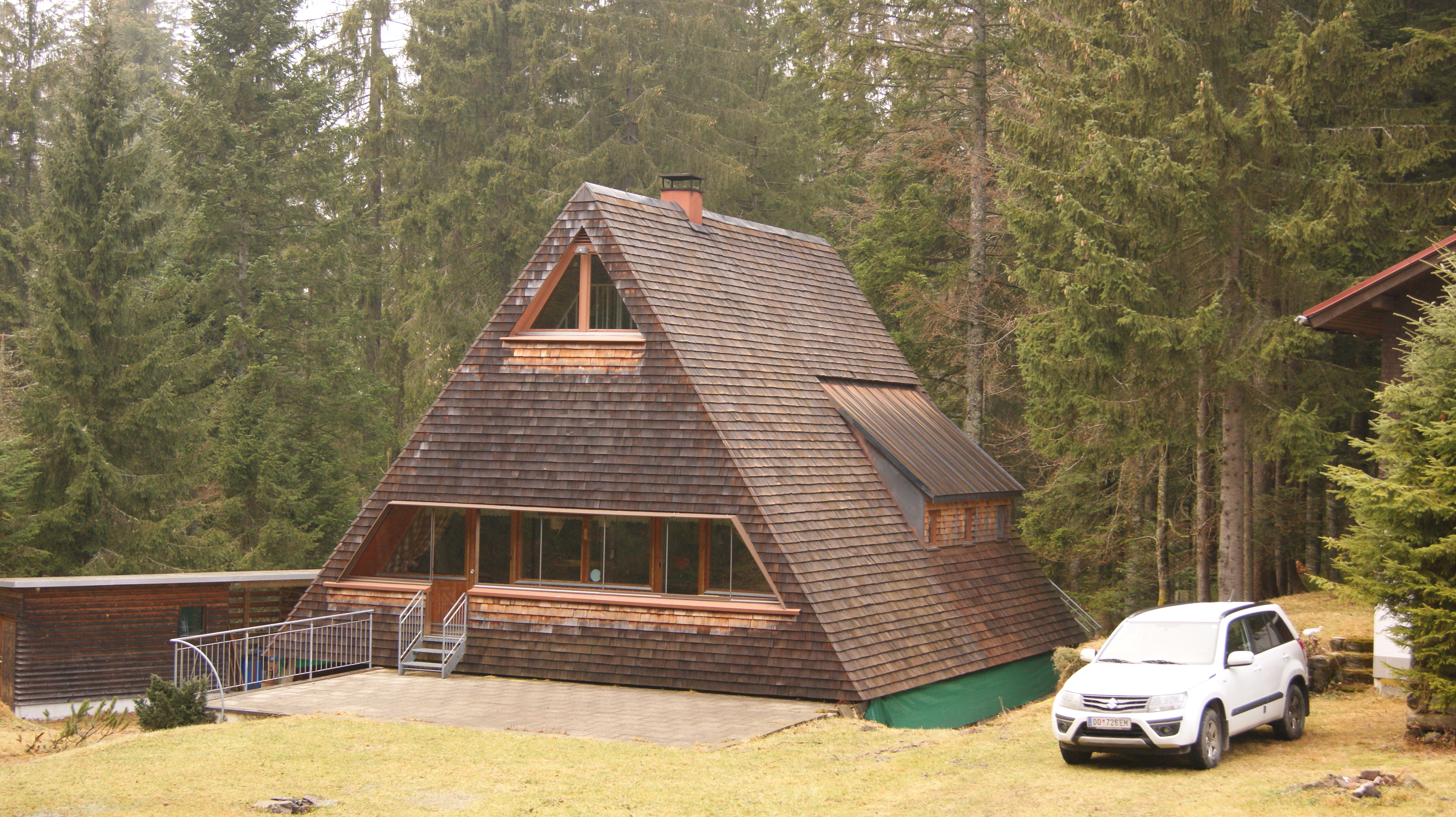
Fertig gebautes Ferienhaus Oberlose Nr. 581 am Bödele, Schwarzenberg, Vorarlberg, Österreich auf 1189 m.ü.A.

 Hausbau bezeichnet umgangssprachlich das Bauen bzw. Errichten eines Wohnhauses/Hauses oder sonstigen Gebäudes (z. B. Warenhaus, Viehstall, Speicher etc.). Teilweise wird auch der Ausbau eines Hauses als Hausbau bezeichnet.
Das Bauwesen ist dabei das Fachgebiet, das sich mit dem Bauen, mit der Gesamtheit der Vorgänge und Einrichtungen bei der Errichtung von Bauten (Bauwerken bzw. Bauliche Anlagen) auseinandersetzt und nicht auf das Bauen von Häusern begrenzt ist.

## Abgrenzung
Ein Bauwerk wie das Haus oder Gebäude ist eine von Menschen errichtete Konstruktion, die nur schwer lösbar mit dem Untergrund verbunden ist oder zumindest in ruhendem Kontakt mit ihm steht, jedoch werden darunter auch andere Konstruktionen verstanden und ebenfalls in der Regel für eine langfristige Nutzungsdauer konzipiert sind, die aber nicht nur der Unterkunft von Menschen oder dessen Sachen oder dessen gewöhnlichen Aufenthalt dienen.

## Ablauf
Die wesentlichen Phasen des Bauablaufs auf einer Baustelle können teilweise § 3 Abs. 2 Nr. 2 MaBV entnommen werden:
- Baugenehmigung: Vor Zugang der Baugenehmigung darf baurechtlich nicht mit der Bauausführung begonnen werden.
- Baubeginn ist meist die Baustelleneinrichtung, ihr folgt der Aushub einer Baugrube oder der Beginn wesentlicher Bauarbeiten wie der erste Spatenstich.
- Die Grundsteinlegung ist kein notwendiger bautechnisch relevanter Vorgang, wird aber ggf. durchgeführt.
- Die Rohbauarbeiten realisieren die geplante Grundstruktur eines Bauwerks und beinhalten die Dachkonstruktion mit dem Dachstuhl.
- In dieser Phase schließt sich meist das Richtfest an, das ebenfalls keinen bautechnisch relevanten Vorgang darstellt.
- Dachfläche und Dachrinne komplettieren den äußeren Gebäudeteil.
- Heizungs-, Sanitär- und Elektroanlagen sind Teil des Innenausbaus.
- Der Fenstereinbau vervollständigt den Außenschutz des Gebäudes.
- Innenputz und
- Estrich folgen, danach beginnen die
- Fliesenarbeiten
- Bezugsfertigkeit
- Der Fassadenausbau sorgt für die äußere Gestaltung des Bauwerks.
- Die vollständige Fertigstellung beinhaltet die Gestaltung der Außenanlagen.
- Bauabnahme: Ein behördlicher Bescheid steht jeweils am Beginn und am Ende einer Baumaßnahme.

## Geschichte
In Deutschland hatten die Anordnungen in Textform zur Brandverhütung des 18. Jahrhunderts im Kurfürstentum Trier und in weiteren Kurfürstentümer des Heiligen Römischen Reiches bereits großen Einfluss auf den Hausbau. Eine Befreiung von Frondiensten bzw. Staatssteuern auf Zeit wurde Bauherren beim Neubau von Häusern aus Steinen – statt des damals üblichen Fachwerks – gewährt. Dort hieß es im § 3 der Gesamtverordnung vom 27. November 1783, dass „die Personal-Freyheit auf drey Jahre hiermit gnädigst verstattet seyn“. Der § 1 bestimmte, dass für jeden Neubau eine Zeichnung einzureichen sei, aus der „entnommen werden kann, dass keine Feuersgefahr so leichter Dinge zu beförchten seye“. Insbesondere sei darauf zu achten, dass „in den Dörfern nicht ein Haus zu nahe an das andere gebauet“ wird. Zwischen den Häusern sollten „hochstämmige blätterreiche Bäume, vorzüglich aber Nußbäume als etwaiger Schutz gegen die fortreissende Flammen“ angepflanzt werden.